# Nampteuil-sous-Muret
Nampteuil-sous-Muret település Franciaországban, Aisne megyében. Lakosainak száma 93 fő (2022. január 1.). Nampteuil-sous-Muret Chacrise, Maast-et-Violaine, Muret-et-Crouttes és Serches községekkel határos.

## Népesség
A település népességének változása:
| Lakosok száma | 99   | 86   | 102  | 77   | 93   | 96   | 103  | 103  | 104  | 93   |
|               | 1968 | 1982 | 1990 | 2006 | 2013 | 2015 | 2017 | 2019 | 2020 | 2022 |